# Flecha Valona 1952
La Flecha Valona 1952 se disputó el 10 de mayo de 1952, y supuso la edición número 16 de la carrera. El ganador fue el suizo Ferdi Kübler, consiguiendo su segundo triunfo consecutivo en esta prueba. Los belgas Stan Ockers y  Raymond Impanis fueron segundo y tercero respectivamente. 

## Clasificación final
| Pos. | Ciclista             | Equipo              | Tiempo   |
| ---- | -------------------- | ------------------- | -------- |
| 1    | Ferdi Kübler         | Fréjus              | 5h59'59" |
| 2    | Stan Ockers          | Peugeot             | s.t.     |
| 3    | Raymond Impanis      | Garin-Wolber        | s.t.     |
| 4    | Jan Storms           | Terrot              | s.t.     |
| 5    | Gottfried Weilenmann | Cilo                | s.t.     |
| 6    | Maurice Quentin      | Alcyon-Dunlop       | s.t.     |
| 7    | Roger Decock         | Bertin-d'Alessandro | s.t.     |
| 8    | Robert Varnajo       | Gitane-Hutchinson   | a 10"    |
| 9    | Désiré Keteleer      | Garin-Wolber        | a 46"    |
| 10   | Jean Robic           | Bottecchia-Ursus    | a 1'48"  |